# Жденіївська селищна територіальна громада
Жденіївська селищна громада — територіальна громада в Україні, в Мукачівському районі Закарпатської області. Адміністративний центр — селище Жденієво. Територією громади протікає річка Жденіївка.
Площа громади —  км², населення —  мешканців (2020).
Утворена 12 червня 2020 року шляхом об'єднання Жденіївської селищної, Буковецької, Підполозянської, Розтоцької і Щербовецької сільських рад Воловецького району.

## Населені пункти
У складі громади 1 селище (Жденієво) і 10 сіл:
- с. Буковець
- с. Верхня Грабівниця
- с. Збини
- с. Кічерний
- с. Пашківці
- с. Перехресний
- с. Підполоззя
- с. Розтока
- с. Щербовець
- с. Ялове